# Raijojärvi
Raijojärvi är en sjö i Finland. Den ligger i kommunen Enontekis i landskapet Lappland, i den norra delen av landet, 900 km norr om huvudstaden Helsingfors. Raijojärvi ligger 322,7 meter över havet. Den ligger vid sjön Ketojärvi. Arean är 5 hektar och strandlinjen är 1,4 kilometer lång. Sjön  ingår i Kemi älvs huvudavrinningsområde. 